# Záměna dětí v třebíčské nemocnici
Záměna dětí v třebíčské nemocnici se odehrála v prosinci 2006. Jednalo se o první záměnu novorozeňat v České republice.

## Události
Dne 9. prosince 2006 se v třebíčské porodnici narodily čtyři dívky a jeden chlapec, mezi nimi Nikola Čermáková a Veronika Trojanová. Tyto dvě dívky byly během prvních dní jejich života v třebíčské porodnici neúmyslně zaměněny. Na celou událost se přišlo v březnu roku 2007, kdy se otec jedné z dívek Libor Broža rozhodl, kvůli podezření, že není biologickým otcem své dcery, podstoupit testy DNA. Výsledek jeho podezření potvrdil a Broža obvinil svou ženu z nevěry. V září téhož roku podstoupila DNA testy i matka Nikoly Jaroslava Trojanová. Z testů vyplynulo, že pár nevychovává svou biologickou dceru. O měsíc později byl nalezen druhý pár, který vychovával své nebiologické dítě. Jednalo se o Čermákovy.
V prosinci 2007, téměř rok po narození, došlo pod dohledem psychologů k opětovné výměně a děti se tak dostaly ke svým biologickým rodičům.

## Odškodnění
Poté, co nemocnice přiznala své pochybení, nabídla každé z rodin odškodnění ve výši 300 tisíc korun. S tím se ani jedna z rodin nesmířila a celá záležitost se tak dostala před soud. Po několikaletých soudních sporech se případ v roce 2011 dostal až před Nejvyšší soud, který zamítl dovolaní nemocnice a potvrdil tak dřívější rozsudky vrchního a krajského soudu a přisoudil tak rodinám odškodnění v celkové výši 3,2 milionu korun. Jedna z rodin získala odškodné 2,1 a druhá 1,2 milionu. Rozdílné částky byly zdůvodněny tím, jaké následky měla celá událost na konkrétní poškozené.